# Montepulciano d'Abruzzo Colline Teramane
El Montepulciano d'Abruzzo Colline Teramane es un vino italiano de la región de Abruzos dotado con la designación DOCG desde febrero de 2003. 

## Zona de producción
Sólo tienen derecho a esta mención los vinos producidos dentro del área de producción definida por decreto. Los viñedos autorizados se sitúan en la provincia de Teramo, en las comunas de Ancarano, Atri, Basciano, Bellante, Campli, Canzano, Castellalto, Castiglione Messer Raimondo, Castilenti, Cellino Attanasio, Cermignano, Civitella del Tronto, Colonnella, Controguerra, Corropoli, Giulianova, Martinsicuro, Montorio al Vomano, Morro d'Oro, Mosciano Sant'Angelo, Nereto, Notaresco, Penna Sant'Andrea, Pineto, Roseto degli Abruzzi, Sant'Egidio alla Vibrata, Sant'Omero, Silvi, Teramo, Torano Nuovo, Pescara y Tortoreto. 
Las Colline Teramane es una subregión de Montepulciano d'Abruzzo.

## Características
- Color: rojo rubí intenso con leves tonos violáceos tendentes al granate con el envejecimiento.
- Olor: perfume característico, etéreo e intenso.
- Sabor: demi seco, robusto y armónico.